# فرانیتو ل‌آباته
فرانیتو ل‌آباته (به ایتالیایی: Fragneto l'Abate) یک کومونه در ایتالیا است که در استان بنونتو واقع شده‌است.

## خصوصیات
فرانیتو ل‌آباته ۲۰٫۵ کیلومترمربع مساحت و ۱٬۱۲۸ نفر جمعیت دارد.